# Nan (provins)
Nan, (thai:  น่าน) är en provins (changwat) i norra Thailand. Provinsen hade år 2000 458 041 invånare på en areal av 11 472,1 km². Provinshuvudstaden är staden Nan.

## Administrativ indelning
Provinsen är indelad 15 distrikt (amphoe). Distrikten är i sin tur indelade i 99 subdistrikt (tambon) och 848 byar (muban). 